# C.C. Beck
Charles Clarence "C.C." Beck, född 8 juni 1910 i Zumbrota i Goodhue County, Minnesota, död 22 november 1989 i Gainesville, Florida, var en amerikansk serietecknare, främst känd som skaparen bakom superhjälten Captain Marvel och hans familj för Fawcett Comics. Rättigheterna till serien ägs dock numera av DC Comics.